# 利賀川
利賀川（とががわ）は、富山県を流れる一級河川で、庄川の支流である。流域は南砺市利賀地域に属している。源流は金剛堂山に所在する。

## 地理
利賀川流域は庄川や百瀬川の流域と合わせて五箇山と言われる。庄川沿いの五箇山の集落と比べても利賀川流域へのアクセスは難しい。
水無ダムより上流では、利賀川本流と定倉谷、水無谷という規模の大きい3つの河川に分かれる。利賀川本流は利賀川ダムから見て南西側にあり、源流は富山県の最南端の位置にある。定倉谷は利賀川や水無谷と比べると短い川だが、上流に水無平湿原という大盆地があり、ミズバショウなどの高山植物の宝庫となっている。夏には高山植物の観察を求めて多くの人が訪れる。
水無谷は利賀川ダムから北西に源流があり、利賀川本流並みの長さを持つ川で、流域のほとんどが、活断層である牛首断層の構造線をなぞっている。また、水無谷の流域に南砺市利賀村水無という利賀地域の最奥地の集落がある。戸籍上での水無集落の人口は1人。
利賀川ダムより下流では広大な峡谷の中に僅かな平地（利賀盆地）を形成しながら、利賀村仙野原地先で庄川小牧貯水池に合流する。

### 地質
飛騨変成岩帯が広く分布し花崗岩や晶質石灰岩が多い。珍しいものでは利賀村高沼付近でコランダム、鉄礬柘榴石、石墨が採れる。

### 資源
南砺市利賀村高沼では晶質石灰岩(大理石)を産し石灰鉱業が成された。また同じく利賀村高沼で産出する鱗状黒鉛も試用採掘されたことがある。
利賀川上流の奥大勘場にはスカルン鉱床があり硫化鉄や鉛などを産出したが、地元の子の歌でデンデコ(産出量が貧弱)ど歌われるなど生産性は低かった。

## 主な支流
- 定倉谷
- 水無谷
- 悪瀬谷

## ダム
現在、利賀ダムという大規模なダムを建設中である。
- 豆谷ダム
- 千束ダム
- 利賀川ダム

## 流域の観光地
- 水無平湿原
- 道の駅利賀